# Central nuclear Juragua
La Central nuclear Juragua era una planta de energía nuclear que estaba en construcción en Cuba, pero cuyas obras se suspendieron en 1992 tras la disolución de la Unión Soviética y el fin de la ayuda económica soviética a Cuba. Rusia y Cuba buscan financiación de otros países para completar el centro en los mediados de 1990, pero en 2000 los dos países acordaron abandonar el proyecto.

## Historia
En 1976, Cuba y la Unión Soviética firmaron un acuerdo para construir dos reactores nucleares VVER-440 V318 en la provincia de Cienfuegos , cerca del pueblo Juragua en el Municipio de Abreus. El plan original para la construcción de 12 reactores, 4 en cada lugar: Juragua, Puerto Esperanza y Holguín . El proyecto acabó siendo reducido a sólo dos reactores nucleares de 440 megavatios, ambos en Juragua. Después de su finalización, el primer reactor sería capaz de suministrar más de 15% de las necesidades energéticas de Cuba. La construcción de estos reactores era una prioridad para Cuba debido a su dependencia en el petróleo importado. 
La construcción del primer reactor comenzó en 1983 y la del segundo en 1985. La mayoría de las piezas del reactor, con excepción de los materiales de construcción civil, fueron suministradas por la Unión Soviética en virtud de acuerdos bilaterales de cooperación económica. Según las autoridades cubanas, fue planeada originalmente que el primer reactor estaría en funcionamiento en 1993, pero más tarde se estima que estaría en funcionamiento hasta finales de 1995 o comienzos de 1996. 
En septiembre de 1992, un informe de la Oficina de Responsabilidad del Gobierno de la Estados Unidos estima que la construcción en el primer reactor fue de 90-97% de avance, con sólo el 37% de los equipos instalados reactor como el segundo reactor estaba a sólo el 20-30% completa. Los principales componentes del reactor no habían sido instalados y el combustible nuclear no había sido entregado. La prensa rusa informó de que al menos un reactor sin combustible nuclear, así como sus turbinas de vapor fueron entregados a Cuba.
- Datos: Q1520114
- Multimedia: Juragua Nuclear Power Plant / Q1520114